# Port-Lesney
Port-Lesney ist eine französische Gemeinde im Département Jura und in der Region Bourgogne-Franche-Comté. Sie gehört zum Arrondissement Dole und zum Kanton Mont-sous-Vaudrey. Die Bewohner nennen sich Lénipontains, resp. Lénipontaines.

## Geografie
Durch Port-Lesney fließt die Loue. Die Gemeinde grenzt im Norden an das Département Doubs mit den Gemeinden  Buffard und Rennes-sur-Loue. Die weiteren Nachbargemeinden sind Grange-de-Vaivre und Pagnoz im Osten, Cramans im Westen und Champagne-sur-Loue im Nordwesten.
Der nächste Bahnhof befindet sich in Mouchard.

## Geschichte
Von 1973 bis 1987 waren Port-Lesney und Grange-de-Vaivre eine einzige Gemeinde – die Gemeinde Port-Lesney-Grange-de-Vaivre. Durch das Gemeindegebiet verlief die rund 20 Kilometer lange Soleleitung aus Fichtenholz von Salins-les-Bains nach Arc-et-Senans, die die weniger salzhaltige Sole, die petites eaux, zur Weiterverarbeitung transportierte. Da diese mehr Energie für die Salzgewinnung benötigte, erfolgte die Verarbeitung in der Nähe des Forêt de Chaux, der das nötige Brennmaterial lieferte.

### Bevölkerungsentwicklung
| Jahr                       | 1962 | 1968 | 1975 | 1982 | 1990 | 1999 | 2008 | 2017 |
| Einwohner                  | 617  | 539  | 559  | 494  | 431  | 414  | 530  | 526  |
| Quellen: Cassini und INSEE |      |      |      |      |      |      |      |      |

## Wirtschaft
Die Rebflächen in Port-Lesney gehören zum Weinbaugebiet Côtes du Jura in der Weinregion Jura.

## Persönlichkeiten
- Edgar Faure (1908–1988), Maire 1947–1970 und 1983–1987
- Lucie Faure (1908–1977), Mairesse 1971–1977

## Belege
1. ↑  Port-Lesney auf habitants.fr